# Эгапарк

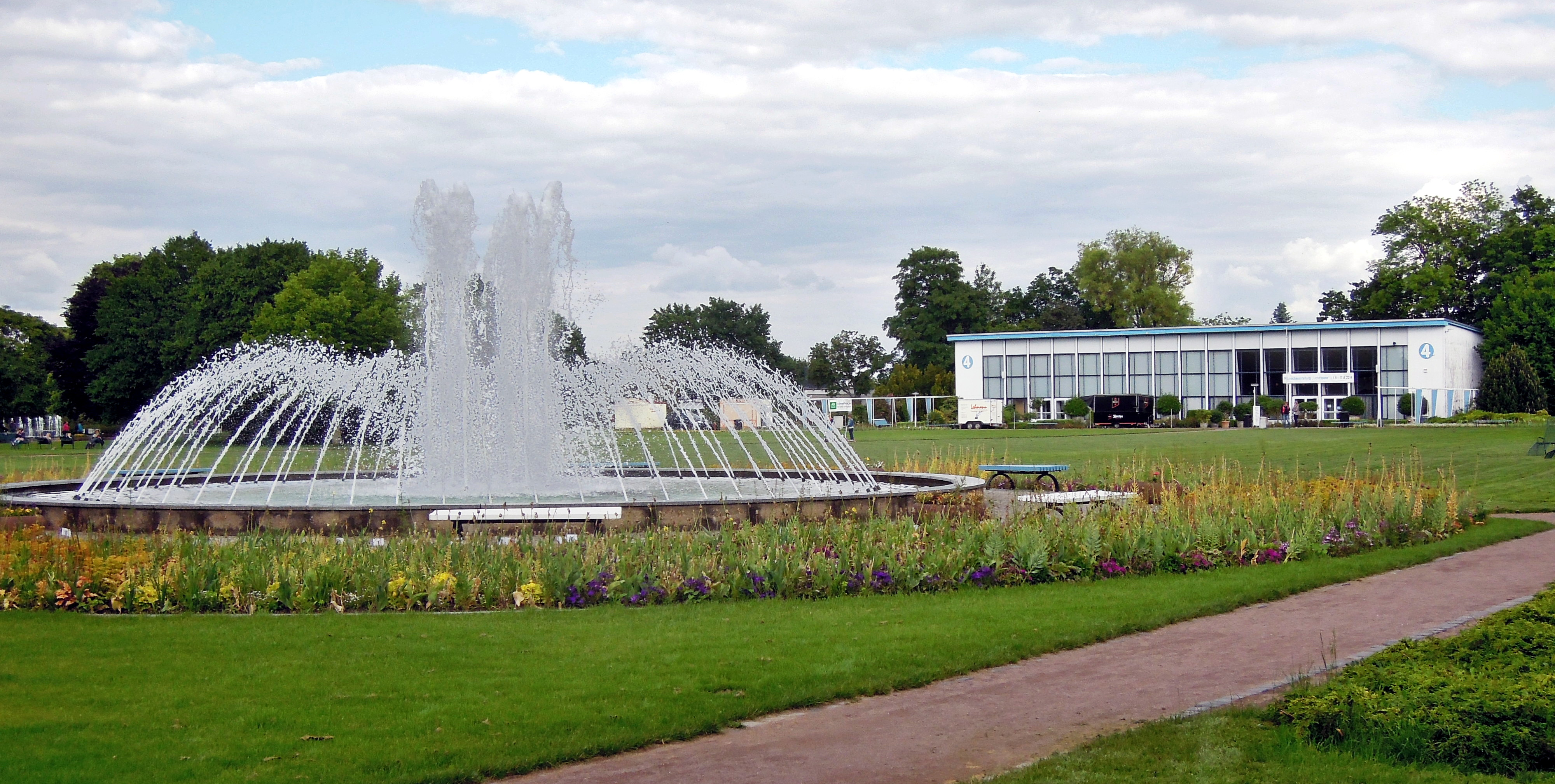

Парк ЭГА (egapark) в Эрфурте — крупнейший городской парк Тюрингии с площадью более 36 гектаров. Иногда его называют «сад Тюрингии».

## История
Со времён Средневековья в городе Эрфурт очень сильны традиции садоводства и цветоводства. 
В 1838 году прусские власти избрали Эрфурт местом проведения первой всегерманской выставки садоводства (которая была проведена 9 - 17 сентября 1865 года под названием "Allgemeine Deutsche Gartenbauausstellung").
После объединения Германии в 1871 году крепость Кириаксбург утратила прежнее значение.
В 1924 году в Эрфурте был основан Институт овощеводства и декоративного цветоводства. 
В 1950 году проведение выставки возобновили под наименованием "Эрфурт цветёт". В 1958 году на уровне СЭВ было принято решение о создании Международной садовой выставки. Началась подготовка к проведению выставки, которая прошла под названием «IGA» с 23 апреля до 15 октября 1961 года).
Парк открылся в 1992 году на юго-западе города на месте бывшей крепости Кириаксбург. Парк открыт круглый год и в среднем принимает 450 000 посетителей в год. По количеству туристов уступает в Тюрингии только Вартбургу.
На территории парка работают Немецкий музей садоводства, выставочные залы, теплицы, тематические сады, смотровая башня, обсерватория, крупнейшая в Тюрингии детская игровая площадка, зоны отдыха и т. д. Особенной популярностью пользуются гигантская декоративная цветочная клумба (якобы крупнейшая в Европе), цветущая сакура в японском саду и павильон с тропическими бабочками.